# Jumaine Jones
Jumaine Lanard Jones (nacido el 10 de febrero de 1979 en Cocoa, Florida) es un exjugador estadounidense profesional de baloncesto que disputó ocho temporadas en la NBA y otras ocho en diversos equipos de todo el mundo. Mide 2,03 metros y jugaba en la posición es la de alero, aunque ha llegado a jugar de ala-pívot en ocasiones.

## Trayectoria deportiva

### Universidad
Jugó durante dos temporadas con los Bulldogs de la Universidad de Georgia, donde promedió 16,6 puntos y 9,0 rebotes por partido. Fue el primer jugador de segundo año en liderar la Southeastern Conference en anotación tras Vern Fleming y el primero después de Dominique Wilkins en conseguir 1000 puntos. Fue elegido en el mejor quinteto de la conferencia en 1999.

### Profesional

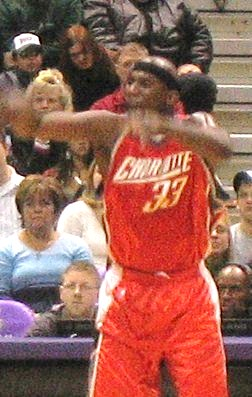
Jones, con los Bobcats

Fue elegido en la vigésimo séptima posición del Draft de la NBA de 1999 por Atlanta Hawks, pero fue inmediatamente traspasado a Philadelphia 76ers a cambio de una futura primera ronda del Draft. Jugó durante 8 temporadas en la NBA, siendo la más destacada la 2005-06, en la que vistiendo la camiseta de los Charlotte Bobcats promedió 10,5 puntos y 4,9 rebotes por partido.
En 2011 ficha por el Scavolini Pesaro, procedente del Pepsi Caserta.

## Estadísticas de su carrera en la NBA

### Temporada regular
| Año     | Equipo              | PJ  | PT  | MPP  | %TC  | %3P  | %TL  | RPP | APP | ROB | TPP | PPP  |
| ------- | ------------------- | --- | --- | ---- | ---- | ---- | ---- | --- | --- | --- | --- | ---- |
| 1999-00 | Philadelphia 76ers  | 33  | 0   | 4,2  | 37,9 | 50,0 | 61,1 | 1,2 | 0,2 | 0,2 | 0,2 | 1,7  |
| 2000-01 | Philadelphia 76ers  | 65  | 0   | 13,3 | 44,4 | 33,3 | 75,5 | 2,9 | 0,5 | 0,5 | 0,2 | 4,7  |
| 2001-02 | Cleveland Cavaliers | 81  | 36  | 26,4 | 44,8 | 31,0 | 66,2 | 6,0 | 1,4 | 0,9 | 0,6 | 8,3  |
| 2002-03 | Cleveland Cavaliers | 80  | 12  | 27,6 | 43,4 | 35,4 | 68,7 | 5,1 | 1,4 | 0,8 | 0,3 | 9,8  |
| 2003-04 | Boston Celtics      | 42  | 2   | 8,9  | 34,4 | 29,5 | 60,9 | 1,6 | 0,3 | 0,3 | 0,2 | 2,2  |
| 2004-05 | Los Angeles Lakers  | 76  | 23  | 24,1 | 43,2 | 39,1 | 73,3 | 5,2 | 0,9 | 0,6 | 0,3 | 7,6  |
| 2005-06 | Charlotte Bobcats   | 76  | 42  | 27,5 | 40,5 | 34,3 | 72,7 | 4,9 | 0,8 | 0,9 | 0,3 | 10,2 |
| 2006-07 | Phoenix Suns        | 18  | 0   | 7,7  | 27,5 | 31,3 | 100  | 1,3 | 0,1 | 0,3 | 0,1 | 2,2  |
| Total   | Total               | 471 | 115 | 20,8 | 42,4 | 34,9 | 70,4 | 4,2 | 0,9 | 0,7 | 0,3 | 7,1  |

### Playoffs
| Año   | Equipo             | PJ | PT | MPP  | %TC  | %3P  | %TL  | RPP | APP | ROB | TPP | PPP |
| ----- | ------------------ | -- | -- | ---- | ---- | ---- | ---- | --- | --- | --- | --- | --- |
| 2000  | Philadelphia 76ers | 4  | 0  | 2,0  | 33,3 | 0,0  | -    | 0,0 | 0,0 | 0,0 | 0,0 | 0,5 |
| 2001  | Philadelphia 76ers | 23 | 14 | 19,4 | 41,6 | 25,0 | 71,4 | 3,7 | 0,7 | 0,4 | 0,5 | 5,5 |
| 2004  | Boston Celtics     | 2  | 0  | 14,0 | 33,3 | 0,0  | -    | 2,5 | 1,0 | 0,0 | 0,0 | 2,0 |
| Total | Total              | 29 | 14 | 16,7 | 41,0 | 22,2 | 71,4 | 3,1 | 0,7 | 0,3 | 0,4 | 4,6 |